# موغادور (أوهايو)
موغادور (بالإنجليزية: Mogadore, Ohio)‏ هي بلدة تقع في الولايات المتحدة في أوهايو. يقدر عدد سكانها بـ 3,853 نسمة ومساحتها 5.46 كم2 وترتفع عن سطح البحر 350 متر.

## التركيبة السكانية
قام مكتب تعداد الولايات المتحدة بتحديد بيانات التركيبة السكانية لموغادور في تعداد الولايات المتحدة. في ما يلي، التركيبة السكانية حسب تعدادي 2000 و2010.

### تعداد عام 2000
بلغ عدد سكان موغادور 3,893 نسمة بحسب تعداد عام 2000، وبلغ عدد الأسر 1,485 أسرة وعدد العائلات 1,125 عائلة مقيمة في القرية. في حين سجلت الكثافة السكانية 1,860.8 نسمة لكل ميل مربع (718.5/كم2). وبلغ عدد الوحدات السكنية 1,521 وحدة بمتوسط كثافة قدره 727.0 نسمة لكل ميل مربع (280.7/كم2).
وتوزع التركيب العرقي للقرية بنسبة 98.69% من البيض و 0.05% من الأمريكيين الأصليين و 0.15% من الأمريكيين ذوي الأصول الآسيوية و 0.18% من الأمريكيين الأفارقة و 0.92% من عرقين مختلطين أو أكثر.
بلغ عدد الأسر 1,485 أسرة كانت نسبة 31.9% منها لديها أطفال تحت سن الثامنة عشر تعيش معهم، وبلغت نسبة الأزواج القاطنين مع بعضهم البعض 63.0% من أصل المجموع الكلي للأسر، ونسبة 8.6% من الأسر كان لديها معيلات من الإناث دون وجود شريك، وكانت نسبة 24.2% من غير العائلات. تألفت نسبة 21.0% من أصل جميع الأسر من أفراد ونسبة 11.2% كانوا يعيش معهم شخص وحيد يبلغ من العمر 65 عاماً فما فوق. وبلغ متوسط حجم الأسرة المعيشية 3.01، أما متوسط حجم العائلات فبلغ 2.61.
بلغ العمر الوسطي للسكان 39 عاماً. وكانت نسبة 7.4% بين الثامنة عشر والأربعة وعشرون عاماً، ونسبة 28.2% كانت واقعةً في الفئة العمرية ما بين الخامسة والعشرون حتى والأربعة وأربعون عاماً، ونسبة 23.1% كانت ما بين الخامسة والأربعون حتى الرابعة والستون، ونسبة 16.6% كانت ضمن فئة الخامسة والستون عاماً فما فوق. يوجد لكل 100 أنثى 97.2 ذكر، ويوجد لكل 100 أنثى في الثامنة عشر من عمرها فما فوق 93.7 ذكر.
بلغ متوسط دخل الأسرة في القرية 48,255 دولار، أما متوسط دخل العائلة فبلغ 53,393 دولار. وكان متوسط دخل الذكور 36,513 دولار مقابل 26,557 دولار للإناث. وسجل دخل الفرد الخاص بالقرية 20,965 دولار. وكانت نسبة 2.6% من العائلات ونسبة 3.6% من السكان تحت خط الفقر، وكان من هؤلاء نسبة 6.8% تحت سن الثامنة عشر ولا أحد منهم في الخامسة والستين من العمر وما فوق.

### تعداد عام 2010
بلغ عدد سكان موغادور 3,853 نسمة بحسب تعداد عام 2010، وبلغ عدد الأسر 1,481 أسرة وعدد العائلات 1,087 عائلة مقيمة في القرية. في حين سجلت الكثافة السكانية 1,843.5 نسمة لكل ميل مربع (711.8/كم2). وبلغ عدد الوحدات السكنية 1,565 وحدة بمتوسط كثافة قدره 748.8 لكل ميل مربع (289.1/كم2).
وتوزع التركيب العرقي للقرية بنسبة 97.6% من البيض و 0.2% من الأمريكيين الأصليين و 0.3% من الأمريكيين ذوي الأصول الآسيوية و 0.3% من الأمريكيين الأفارقة و 1.5% من عرقين مختلطين أو أكثر.
بلغ عدد الأسر 1,481 أسرة كانت نسبة 33.2% منها لديها أطفال تحت سن الثامنة عشر تعيش معهم، وبلغت نسبة الأزواج القاطنين مع بعضهم البعض 55.9% من أصل المجموع الكلي للأسر، ونسبة 13.1% من الأسر كان لديها معيلات من الإناث دون وجود شريك، بينما كانت نسبة 4.4% من الأسر لديها معيلون من الذكور دون وجود شريكة وكانت نسبة 26.6% من غير العائلات. تألفت نسبة 22.0% من أصل جميع الأسر من أفراد ونسبة 10.7% كانوا يعيش معهم شخص وحيد يبلغ من العمر 65 عاماً فما فوق. وبلغ متوسط حجم الأسرة المعيشية 3.00، أما متوسط حجم العائلات فبلغ 2.60.
بلغ العمر الوسطي للسكان 41 عاماً. وكانت نسبة 23% من القاطنين تحت سن الثامنة عشر، وكانت نسبة 8.5% بين الثامنة عشر والأربعة وعشرون عاماً، ونسبة 24.1% كانت واقعةً في الفئة العمرية ما بين الخامسة والعشرون حتى والأربعة وأربعون عاماً، ونسبة 27.6% كانت ما بين الخامسة والأربعون حتى الرابعة والستون، ونسبة 16.9% كانت ضمن فئة الخامسة والستون عاماً فما فوق. وتوزع التركيب الجنسي للسكان بنسبة 48.5% ذكور و51.5% إناث.